# Nezumia stelgidolepis
Nezumia stelgidolepis är en fiskart som först beskrevs av Gilbert, 1890.  Nezumia stelgidolepis ingår i släktet Nezumia och familjen skolästfiskar. Inga underarter finns listade i Catalogue of Life.